# Università di Lilla
L'Università di Lilla (abbreviato Ulille, UDL o univ-Lille) è un'università pubblica francese situata a Lilla, nel Nord della Francia. Con quasi 70 000 studenti (di cui 8 000 non francesi, di 150 nazionalità diverse), è la seconda università in Francia, ma anche la seconda università francese nel mondo dopo quella di Aix-Marsiglia, ma la prima a Lilla. Distribuita su cinque campus principali dell'area metropolitana di Lilla, i suoi 24 enti costitutivi offrono corsi di formazione in sei aree: arte, lettere, lingue; legge, economia, gestione; medicina; scienze umane e sociali; sport; scienza e tecnologia.
Ha le sue origini nell'università di Douai fondata nel 1559 e poi trasferita a Lilla nel 1896. Nel 1970 fu strutturata in tre università indipendenti situate in campus separati: l'Université Lille-I (scienza e tecnologia, città scientifica del campus), l'Université Lille-II (legge, medicina, gestione e sport) e l'Université Lille-III (scienze umane e sociali, lettere, lingue e arte, campus Pont-de-Bois). La fusione il 1º gennaio 2018 di queste tre università a Lilla ne fece di nuovo un'unica università multidisciplinare.
L'Università di Lilla ha circa 68 000 studenti, 6 300 dipendenti, per un budget annuale di circa 600 milioni di euro.